# 卡塞莱-因皮塔里
卡塞莱-因皮塔里（義大利語：Caselle in Pittari），是意大利萨莱诺省的一个市镇。总面积44平方公里，人口2006人，人口密度45.6人/平方公里（2009年）。ISTAT代码为065029。